# Гајос
Гајос (грч. Γάιος, Шаблон:IPA-el) је главна лука на Паксосу, најмањем од седам главних Јонских острва, у Грчкој. Гајос се налази на источној обали острва. Име је добио по истоименом ученику апостола Павла, који је донео хришћанство на острво.